# Comte de Corse
Comte de Corse est un titre nobiliaire qui puise son origine et sa légitimité dans l'épopée d'Ugo Colonna, figure légendaire du haut Moyen Âge. Ce n'est qu'avec l'histoire de Giudice di Cinarca, au bas Moyen Âge, que ce titre et statut sera attesté historiquement. Postérieurement, ce titre nobiliaire devient le projet politique de la noblesse insulaire pour la création d'une seigneurie unique.
D'un idéal renvoyant à un passé glorifié dans la Chronique de Giovanni della Grossa, le titre de comte de Corse deviendra un moyen pour les seigneurs nobles de Corse de légitimer leurs pouvoirs ; particulièrement après l'apparition d'un parti populaire contestataire soutenu par la république de Gênes.
Malgré la création du royaume de Corse et Sardaigne en l'an 1297, par la papauté, ce titre de comte de Corse garda une forte valeur symbolique pour les Corses. 
La fin des grands féodaux dans l'île, à la toute fin du Moyen Âge, marque l'abandon de ce titre.

## Les origines de la féodalité
Au Moyen Âge, les comtes Bonifacio en 825 et Adalbert son fils en 845, ont tour à tour été chargés par l'empereur Lothaire Ier de la défense de la Corse contre les Maures. Leurs descendants, marquis en Italie, conservèrent cette fonction. Ils étaient défenseurs de la Corse comme l'empereur était défenseur de Rome.
De même, le comte Giulio Ortoli, d'Ancône, est venu en Corse en 773, envoyé par Charlemagne afin de lutter également contre l'invasion des Maures. Cette famille a été reconnue noble par arrêt du Conseil Supérieur de la Corse du 21 mai 1772, établissant la filiation depuis Ghjucante, Ottaviu et Ghjuvanninellu Ortoli, vivants au XVIe siècle.
En 951, le chef des marquis toscans est Oberto-Opizzo, vicaire impérial pour toute l'Italie, mais souverain direct des comtés de Luni, de Gênes, de Milan et des Iles. Le comté des Îles était sous la juridiction directe des marquis. Les historiens ont groupé ses descendants sous le nom conventionnel d'« Obertenghi ». Existait aussi une branche des marquis d'Italie plus anciennement fixée dans l'île que les Obertenghi, qui se divise en Bianchi (Biancolacci) et en Cinarca (Cinarchesi).
Au XIe siècle, le marquis Alberto Ruffo aurait chassé les Sarrasins de Rome et contribué à la défense de la Corse. Ses descendants, marquis de Massa ou de Parodi, sur le continent, joignirent constamment à leurs titres celui de marquis de Corse.
Tous les descendants d'Alberto Ruffo portaient le titre de marquis de Corse, alors que certains d'entre eux seulement résidaient sur le fief. Un vicomte, un « gastald » ou un vicaire administrait leurs biens.
« Les comtes furent, suivant la tradition, les souverains héréditaires de la Corse du IXe au XIe siècle, et ont pour auteur un comte Bianco dont la légende a fait un fils de l'hypothétique Ugo Colonna ».
Au XIIIe siècle, les Biancolacci ne sont plus que les vassaux des Cinarchesi qui, devenus les maîtres de l'« Au-Delà-des-Monts », ne cesseront de prétendre à l'autorité suprême. « En moins de deux cent cinquante ans, dix-sept d'entre eux, dont les plus célèbres sont Giudice (Sinucello) de Cinarca, Arrigo Della Rocca, Vincentello d'Istria et Giovan Paolo di Leca, domineront la Corse presque entière, la plupart avec le titre de comte qu'ils tiendront non d'un droit ancestral, mais du suffrage populaire ».
Au XIVe siècle pour asseoir leur pouvoir, les seigneurs Cinarchesi auront besoin pour être désignés Comte de Corse  de s'inventer un ancêtre commun avec les Comtes du Palazzo qui étaient eux les véritables descendants de Boniface. Les conditions essentielles étaient : posséder le Château de Cinarca, appartenir à la Famille Della Rocca et être désigné à Biguglia ou à Morosaglia par l'assemblée des représentants des pieves de Corse. 
Ainsi est né le mythe de Ugo Colonna le bon libérateur des Corses opprimés par les cruels maures.

## Comtes et vicomtes de Corse

### Les origines de la dynastie

#### Selon Giovanni della Grossa
Le règne de la branche principale des Colonna aurait duré de 814 (année de la reconquête de l'île sur les Sarrasins) ou 816 (officialisation du titre par le Pape), à l'an 1000.
Il commence avec Ugo Colonna comme premier comte de Corse et s'achève avec l'assassinat d'Arrigo Colonna et de tous ses fils, malgré la survivance du titre par son frère Bianco.
La dynastie de la branche principale des Colonna comprend successivement :
- Ugo Colonna (? - 834)
- Bianco Colonna (791 -879)
- Orlando Colonna (820 - ?)
- Ridolfo Colonna (860 - ?)
- Guido Colonna (900 - ?)
- Arrigo Ier Colonna (940 - 1000) (dit Arrigo-bel-Messer, mort assassiné, ses sept enfants noyés) descendant du comte Bianco
- Comtesse Geneviève De Torquati (femme du précédent)
- Antonio Colonna Di Cinarca (990 - 1070) (descendant de Cinarco Colonna, fils d'Ugo Colonna qui serait le frère de Bianco Colonna) Marié à la fille d'Arrigo
- Andrea Colonna Di Cinarca (1040 - 1112)
- Arrigo IIe Colonna Di Cinarca (?)

#### Selon d'autres historiens
- Boniface II de Toscane (791 - 879) Comte Bianco
- Adalbert Ier de Toscane (820 - 886)
- Adalbert II de Toscane (? - 917)
- Guy de Toscane (? - 929)
- Lambert de Toscane (? - 938)
- Boson d'Arles (885 - 936)
- Hubert de Spolète (?) (ou Uberto Opizzo ?)

### Les successeurs: branches cadettes des Biancolacci et Cinarchesi
À la suite de la fin de la ligne de succession directe, le titre de comte de corse devient un titre électif. Grandement disputé par les familles de la noblesse, il sert particulièrement à officialiser un état de domination sur l'ile de la part d'un seigneur par rapport aux autres. Sa position de comte reste cependant fragile et ne le protège en rien des révoltes et complots de la noblesse corse.
Les dynasties des branches cadettes des Biancolacci et des Cinarchesi comprennent successivement : 
- Diotajuti Colonna Di Cinarca  (? - 1142) dit Il Sardo
- Ansaldo da Mare (comte de Corse 1200-1204)
- Arrigo IIIe Colonna Di Cinarca (? - 1239) dit il Maggiore
- Sinucello Della Rocca (? - 1304) dit Giudice de Cinarca, comte de Corse (1264-1304)
- Arrigo Della Rocca (? - 1401) comte de Corse (1373 - 1399) puis prince souverain de Corse (1399-1401)

- Vincentello d'Istria (1380 - 1434), comte de Corse (1410 - 1418), vice-roi de Corse (1418 - 1434)
- Simone Ier da Mare (comte de Corse 1434 - 1439)
- Paolo Ier Della Rocca (?- 1441)
- Rinuccio Ier da Leca (1378 - 1445) comte de Cinarca et de Corse
- Giudice IIe Della Rocca
- Paolo II Della Rocca
- Tomasino de Campo-Fregoso
- Gherardo Appiano[5] (1461 - 1502), élu comte de Corse en juin 1483
- Giovan Paolo da Leca, comte de Corse et de Cinarca, un des derniers feudataires en lutte contre les Génois[5],[10].

## La fin des derniers feudataires
1511 : « La ruine de Gian-Paolo et de Rinuccio fut aussi celle du pouvoir féodal en Corse. Gênes ne permit pas aux maisons della Rocca et de Leca de se relever, les seigneurs d'Istria, d'Ornano et de Bozzi firent leur soumission et renoncèrent désormais à tout rôle politique. »